# 福建电视台综合频道
福建电视台综合频道为福建省广播影视集团旗下的一条电视频道。